# Neoseiulus buxeus
Neoseiulus buxeus är en spindeldjursart som beskrevs av John Stanley Beard 200. Neoseiulus buxeus ingår i släktet Neoseiulus och familjen Phytoseiidae. Inga underarter finns listade i Catalogue of Life.